# ميك بالمر
ميك بالمر (بالإنجليزية: Mick Palmer)‏ هو سياسي أسترالي، ولد في 27 يناير 1953. انتخب عضو الجمعية التشريعية للإقليم الشمالي ‏.